# Gregorio Guadalupe Rodríguez
Gregorio Guadalupe Rodríguez (Tazacorte, Canarias, 25 de diciembre de 1941)  es un arquitecto y político canario. Encabezó las listas de Unión de Centro Democrático en las elecciones al Cabildo Insular de La Palma de 1979, siendo elegido como primer presidente del Cabildo Insular de La Palma desde la Constitución de 1978. Volvió a ser elegido presidente del Cabildo en las elecciones de 1991, pero por la Agrupación Palmera de Independientes. Más tarde en Coalición Canaria, fue Viceconsejero de Infraestructuras de la Consejería de Obras Públicas, Vivienda y Aguas del Gobierno de Canarias y Portavoz del Gobierno de Canarias entre 1993 y 1995.